# LPGA-touren
LPGA-touren (engelska: LPGA Tour) är damernas amerikanska proffstävlingar i golf. Touren administreras och organiseras av LPGA. Sammanlagd vinnare varje år är den som har spelat in mest pengar i dollar. Den totala prissumman ökar varje år, och 2004 var den 42 875 000 dollar. Detta kan jämföras med tourens första säsong då prissumman var sammanlagt 50 000 dollar.

## Tävlingar på LPGA-touren
| - Women's World Cup of Golf - SBS Open - Fields Open - MasterCard Classic honoring - Safeway International - Kraft Nabisco Championship - LPGA Takefuji Classic - Corona Morelia Championship - Franklin American Mortgage - Michelob ULTRA Open - Chick-fil-A Charity Championship - Sybase Classic - LPGA Corning Classic - ShopRite LPGA Classic - LPGA Championship - Wegmans Rochester LPGA - U.S. Women's Open - HSBC Women's World Match Play Championship | - Jamie Farr Owens Corning Classic - BMO Financial Group Canadian Women's Open - Evian Masters - Ricoh Women's British Open - Safeway Classic - Wendy's Championship for Children - State Farm Classic - The Solheim Cup - John Q. Hammons Hotel Classic - Office Depot Championship - Longs Drugs Challenge - Samsung World Championship - CJ Nine Bridges Classic - Mizuno Classic - The Mitchell Company Tournament of Champions - LPGA Tour Championship - Wendy's Three Tour Challenge |

## Vinnare av penningligan
| År   | Vinnare          | Prissumma, dollar | Flest segrar under året                                               |
| 2009 | Jiyai Shin       | 1 807 334         | 3 - Jiyai Shin, Lorena Ochoa                                          |
| 2008 | Lorena Ochoa     | 2 754 660         | 7 - Lorena Ochoa                                                      |
| 2007 | Lorena Ochoa     | 4 364 994         | 8 - Lorena Ochoa                                                      |
| 2006 | Lorena Ochoa     | 2 592 872         | 6 - Lorena Ochoa                                                      |
| 2005 | Annika Sörenstam | 2 588 240         | 10 - Annika Sörenstam                                                 |
| 2004 | Annika Sörenstam | 2 544 707         | 8 - Annika Sörenstam                                                  |
| 2003 | Annika Sörenstam | 2 029 506         | 6 - Annika Sörenstam                                                  |
| 2002 | Annika Sörenstam | 2 863 904         | 11 - Annika Sörenstam                                                 |
| 2001 | Annika Sörenstam | 2 105 868         | 8 - Annika Sörenstam                                                  |
| 2000 | Karrie Webb      | 1 876 853         | 7 - Karrie Webb                                                       |
| 1999 | Karrie Webb      | 1 591 959         | 6 - Karrie Webb                                                       |
| 1998 | Annika Sörenstam | 1 092 748         | 4 - Annika Sörenstam, Se Ri Pak                                       |
| 1997 | Annika Sörenstam | 1 236 789         | 6 - Annika Sörenstam                                                  |
| 1996 | Karrie Webb      | 1 002 000         | 4 - Laura Davies, Dottie Pepper, Karrie Webb                          |
| 1995 | Annika Sörenstam | 666 533           | 3 - Annika Sörenstam                                                  |
| 1994 | Laura Davies     | 687 201           | 4 - Beth Daniel                                                       |
| 1993 | Betsy King       | 595992            | 3 - Brandie Burton                                                    |
| 1992 | Dottie Mochrie   | 693 335           | 4 - Dottie Mochrie                                                    |
| 1991 | Pat Bradley      | 763 118           | 4 - Pat Bradley, Meg Mallon                                           |
| 1990 | Beth Daniel      | 863 578           | 7 - Beth Daniel                                                       |
| 1989 | Betsy King       | 654 132           | 6 - Betsy King                                                        |
| 1988 | Sherri Turner    | 350 851           | 3 - Juli Inkster, Rosie Jones, Betsy King, Nancy Lopez, Ayako Okamoto |
| 1987 | Ayako Okamoto    | 466 034           | 5 - Jane Geddes                                                       |
| 1986 | Pat Bradley      | 492 021           | 5 - Pat Bradley                                                       |
| 1985 | Nancy Lopez      | 416 472           | 5 - Nancy Lopez                                                       |
| 1984 | Betsy King       | 266 771           | 4 - Patty Sheehan, Amy Alcott                                         |
| 1983 | JoAnne Carner    | 291 404           | 4 - Pat Bradley, Patty Sheehan                                        |
| 1982 | JoAnne Carner    | 310 400           | 5 - JoAnne Carner, Beth Daniel,                                       |
| 1981 | Beth Daniel      | 206 998           | 5 - Donna Caponi                                                      |
| 1980 | Beth Daniel      | 231 000           | 5 - Donna Caponi, JoAnne Carner                                       |
| 1979 | Nancy Lopez      | 197 489           | 8 - Nancy Lopez                                                       |
| 1978 | Nancy Lopez      | 189 814           | 9 - Nancy Lopez                                                       |
| 1977 | Judy Rankin      | 122 890           | 5 - Judy Rankin, Debbie Austin                                        |
| 1976 | Judy Rankin      | 150 734           | 6 - Judy Rankin                                                       |
| 1975 | Sandra Palmer    | 76 374            | 4 - Carol Mann, Sandra Haynie                                         |
| 1974 | JoAnne Carner    | 87 094            | 6 - JoAnne Carner, Sandra Haynie                                      |
| 1973 | Kathy Whitworth  | 82 864            | 7 - Kathy Whitworth                                                   |
| 1972 | Kathy Whitworth  | 65 063            | 5 - Kathy Whitworth, Jane Blalock                                     |
| 1971 | Kathy Whitworth  | 41 181            | 5 - Kathy Whitworth                                                   |
| 1970 | Kathy Whitworth  | 30 235            | 4 - Shirley Englehorn                                                 |
| 1969 | Carol Mann       | 49152             | 8 - Carol Mann                                                        |
| 1968 | Kathy Whitworth  | 48 379            | 10 - Carol Mann, Kathy Whitworth                                      |
| 1967 | Kathy Whitworth  | 32 937            | 8 - Kathy Whitworth                                                   |
| 1966 | Kathy Whitworth  | 33 517            | 9 - Kathy Whitworth                                                   |
| 1965 | Kathy Whitworth  | 28 658            | 8 - Kathy Whitworth                                                   |
| 1964 | Mickey Wright    | 29 800            | 11 - Mickey Wright                                                    |
| 1963 | Mickey Wright    | 31 269            | 13 - Mickey Wright                                                    |
| 1962 | Mickey Wright    | 21 641            | 10 - Mickey Wright                                                    |
| 1961 | Mickey Wright    | 22 236            | 10 - Mickey Wright                                                    |
| 1960 | Louise Suggs     | 16 892            | 6 - Mickey Wright                                                     |
| 1959 | Betsy Rawls      | 26 774            | 10 - Betsy Rawls                                                      |
| 1958 | Beverly Hanson   | 12 639            | 5 - Mickey Wright                                                     |
| 1957 | Patty Berg       | 16 272            | 5 - Betsy Rawls, Patty Berg                                           |
| 1956 | Marlene Hagge    | 20 235            | 8 - Marlene Hagge                                                     |
| 1955 | Patty Berg       | 16 492            | 6 - Patty Berg                                                        |
| 1954 | Patty Berg       | 16 011            | 5 - Louise Suggs, Babe Zaharias                                       |
| 1953 | Louise Suggs     | 19 816            | 8 - Louise Suggs                                                      |
| 1952 | Betsy Rawls      | 14 505            | 6 - Betsy Rawls, Louise Suggs                                         |
| 1951 | Babe Zaharias    | 15 087            | 7 - Babe Zaharias                                                     |
| 1950 | Babe Zaharias    | 14 800            | 6 - Babe Zaharias                                                     |